# Bosc Estatal de l'Albera
El Bosc Estatal de l'Albera (en francès, oficialment, Forêt Domaniale des Albères) és un bosc de domini públic del terme comunal de Sureda, a la comarca del Rosselló, de la Catalunya del Nord.
El bosc, que és un dels més extensos de la regió i ocupa 21,86 km², està situat al sud del terme comunal, en els vessants septentrionals de la Serra de l'Albera, a llevant del Puig Neulós.
El bosc està sotmès a una explotació gestionada per l'Office National des Forêts, organisme en el qual té l'identificador F16268R.